# Prothelymna
Prothelymna là một chi bướm đêm thuộc phân họ Tortricinae của họ Tortricidae.

## Các loài
- Prothelymna antiquana (Walker, 1863)
- Prothelymna niphostrota Meyrick, 1907